# Charles Meyer
Carl Wilhelm "Charles" Meyer, född den 16 mars 1868 i Flensburg, död den 31 januari 1931 i Dieppe, var en dansk tävlingscyklist. Hans främsta meriter var segern i Bordeaux–Paris 1895 och andraplatsen i det första Paris–Roubaix 1896. Meyer är också känd för sin cykel-mot-häst-duell på Vélodrome de la Seine 1893, med Buffalo Bill på hästarna (han hade flera stycken att växla mellan) – vinnaren var den som kom längst på tolv timmar: Meyer cyklade 332 kilometer, men blev slagen av Buffalo Bills hästar som tog sig 17 kilometer längre..
Utöver cykling, ägnade sig Meyer även åt badminton, fäktning och rullskridskoåkning. Efter karriären öppnade han en bil- och cykelverkstad i Dieppe 1898 och blev i december samma år fransk medborgare.

## Meriter
| 1892 2:a i Paris–Nantes–Paris 6:a i Bordeaux–Paris 1893 Vinnare av Amiens–Dieppe Vinnare av Paris–Trouville 3:a i Rouen–Fécamp–Rouen 1894 2:a i Bol d'Or 2:a i Lyon–Paris–Lyon 3:a i Paris–Dinant | 1895 Vinnare av Bordeaux–Paris Vinnare av Paris–Royan 2:a i Bordeaux 24-timmars 4:a i Bol d'Or 1896 Vinnare av Paris–Royan 2:a i Paris–Roubaix 1897 3:a i Bordeaux–Paris 1898 5:a i Paris–Roubaix |